# Zweikampf-Europameisterschaft der Junioren 2009

Logo CEB (ausrichtender Verband)

Die Zweikampf-Europameisterschaft der Junioren 2009 war das neunte Turnier in dieser Disziplin des Karambolagebillards und fand vom 10. bis zum 12. April 2009 in Rezé statt.

## Geschichte
Das Jugendturnier wurde vom Europäischen Billard-Verband CEB ab 1967 erstmals als Europameisterschaft durchgeführt. Es wurde ein Zweikampf mit den Disziplinen Freie Partie und Cadre 47/2 gespielt. Die Distanzen blieben, aber 2007 wurde eine Aufnahmnebegrenzung von 20 eingeführt. Die Altersgrenze der Teilnehmer war 21 Jahre.

## Modus
Gespielt wurde das Turnier in der Gruppenphase im Round Robin Modus. Danach wurde im KO-System weitergespielt.
1. MP = Matchpunkte
2. PP = Partiepunkte
3. VGD = Verhältnismäßiger Generaldurchschnitt
4. BVED = Bester Einzel Verhältnismäßiger Durchschnitt

In der offiziellen Berechnung der CEB und des Ausrichters wurde ein sogenannter Kombinationsdurchschnitt ermittelt der wenig Aussagekraft hatte. Hierbei wurde der Durchschnitt im Cadre 47/2 mit zwei multipliziert und mit dem GD der Freien Partie addiert.
Die Höchstserien wurden vom Ausrichter nicht gemeldet.
In der Endtabelle wurden die erzielten Matchpunkte vor den Partiepunkten und dem VGD gewertet.

## Abschlusstabelle (Kombinationsdurchschnitt)
| MP    | Match Points (Sieger = 2; Unentschieden = 1; Verlierer = 0) |
| Pkte. | Erzielte Karambolagen                                       |
| Aufn. | Benötigte Versuche                                          |
| GD    | Generaldurchschnitt                                         |
| BED   | Bester Einzeldurchschnitt eines Spielers                    |
| HS    | Höchstserie                                                 |
|       | Bester GD des Turniers                                      |
|       | Bester ED des Turniers                                      |
|       | Beste HS des Turniers                                       |
|       | 1. Platz (Gold)                                             |
|       | 2. Platz (Silber)                                           |
|       | 3. Platz (Bronze)                                           |

| Endklassement  | Endklassement | Endklassement     | Endklassement | Endklassement | Endklassement | Endklassement |
| Phase          | Platz         | Name              | PP            | MP            | VGD           | BVED          |
| -------------- | ------------- | ----------------- | ------------- | ------------- | ------------- | ------------- |
| Finale         | 1             | Raymund Swertz    | 10:0          | 20:0          | 182,68        | 350,00        |
| Finale         | 2             | Pavel Böhm        | 6:4           | 12:8          | 91,66         | 300,00        |
| Halb- finale   | 3             | Andy de Bondt     | 4:4           | 10:6          | 42,37         | 267,72        |
| Halb- finale   | 3             | Demi Pattiruhu    | 4:4           | 8:8           | 54,24         | 50,00         |
| Gruppen- phase | 5             | Christoph Hilger  | 3:3           | 6:6           | 74,43         | 183,33        |
| Gruppen- phase | 6             | Kevin Antoine     | 1:5           | 2:10          | 17,68         | 20,93         |
| Gruppen- phase | 7             | Raffael Scanferla | 1:5           | 2:10          | 5,78          | 9,59          |
| Gruppen- phase | 8             | Michael Voegtlin  | 0:6           | 0:12          | 10,24         | –             |

## Gruppenphase
| Abschlusstabelle Gruppe A | Abschlusstabelle Gruppe A | Abschlusstabelle Gruppe A | Abschlusstabelle Gruppe A | Abschlusstabelle Gruppe A | Abschlusstabelle Gruppe A |
| Platz                     | Name                      | MP                        | PP                        | VGD                       | BVED                      |
| ------------------------- | ------------------------- | ------------------------- | ------------------------- | ------------------------- | ------------------------- |
| 1                         | Raymund Swertz            | 6:0                       | 12:0                      | 194,22                    | 350,00                    |
| 2                         | Andy de Bondt             | 4:2                       | 8:4                       | 38,19                     | 267,72                    |
| 3                         | Kevin Antoine             | 1:5                       | 2:10                      | 17,68                     | 20,93                     |
| 4                         | Raffael Scanferla         | 1:5                       | 2:10                      | 5,78                      | 9,59                      |

| Abschlusstabelle Gruppe B | Abschlusstabelle Gruppe B | Abschlusstabelle Gruppe B | Abschlusstabelle Gruppe B | Abschlusstabelle Gruppe B | Abschlusstabelle Gruppe B |
| Platz                     | Name                      | MP                        | PP                        | VGD                       | BVED                      |
| ------------------------- | ------------------------- | ------------------------- | ------------------------- | ------------------------- | ------------------------- |
| 1                         | Pavel Böhm                | 5:1                       | 10:2                      | 118,33                    | 300,00                    |
| 2                         | Demi Pattiruhu            | 4:2                       | 8:4                       | 46,88                     | 50,00                     |
| 3                         | Christoph Hilger          | 3:3                       | 6:6                       | 74,43                     | 183,33                    |
| 4                         | Michael Voegtlin          | 0:6                       | 0:12                      | 10,24                     | –                         |

## Endrunde
|  | Halbfinale     | Halbfinale | Halbfinale | Halbfinale | Halbfinale | Halbfinale     |            |        | Finale | Finale | Finale | Finale | Finale | Finale |
|  |                |            |            |            |            |                |            |        |        |        |        |        |        |        |
|  |                | MP         | FP         | 47/2       | VGD        | HS             |            |        |        |        |        |        |        |        |
|  |                | MP         | FP         | 47/2       | VGD        | HS             |            |        |        |        |        |        |        |        |
|  | Raymund Swertz | 2          | 83,33      | 16,66      | 116,65     |                |            |        |        |        |        |        |        |        |
|  | Raymund Swertz | 2          | 83,33      | 16,66      | 116,65     |                | MP         | FP     | 47/2   | VGD    | HS     |        |        |        |
|  | Demi Pattiruhu | 0          | 77,66      | 12,88      | 103,42     |                | MP         | FP     | 47/2   | VGD    | HS     |        |        |        |
|  | Demi Pattiruhu | 0          | 77,66      | 12,88      | 103,42     | Raymund Swertz | 2          | 250,00 | 37,50  | 325,00 | 250/?  |        |        |        |
|  |                | MP         | FP         | 47/2       | VGD        | Raymund Swertz | 2          | 250,00 | 37,50  | 325,00 | 250/?  | HS     |        |        |
|  |                | MP         | FP         | 47/2       | VGD        |                | Pavel Böhm | 0      | 0,00   | 17,25  | 34,50  | HS     |        |        |
|  | Pavel Böhm     | 1          | 11,71      | 50,00      | 111,71     |                | Pavel Böhm | 0      | 0,00   | 17,25  | 34,50  |        |        |        |
|  | Pavel Böhm     | 1          | 11,71      | 50,00      | 111,71     |                |            |        |        |        |        |        |        |        |
|  | Andy de Bondt  | 1          | 35,71      | 10,66      | 57,03      |                |            |        |        |        |        |        |        |        |
|  | Andy de Bondt  | 1          | 35,71      | 10,66      | 57,03      |                |            |        |        |        |        |        |        |        |

## Disziplintabellen
| Platz                      | Name              | MP   | Pkte. | Aufn. | GD     | BED    | HS  |
| -------------------------- | ----------------- | ---- | ----- | ----- | ------ | ------ | --- |
| 1                          | Raymund Swertz    | 10:0 | 1250  | 10    | 125,00 | 250,00 | 250 |
| 2                          | Pavel Böhm        | 6:4  | 832   | 17    | 48,94  | 250,00 | 250 |
| 3                          | Andy de Bondt     | 6:2  | 645   | 24    | 26,87  | 250,00 | 250 |
| 4                          | Demi Pattiruhu    | 4:4  | 733   | 24    | 30,54  | 25,00  |     |
| 5                          | Christoph Hilger  | 2:4  | 481   | 14    | 34,35  | 83,33  |     |
| 6                          | Raffael Scanferla | 2:4  | 106   | 18    | 5,88   | 6,66   |     |
| 7                          | Kevin Antoine     | 0:6  | 222   | 33    | 6,72   | –      |     |
| 8                          | Michael Voegtlin  | 0:6  | 56    | 20    | 2,80   | –      |     |
| Turnierdurchschnitt: 27,03 |                   |      |       |       |        |        |     |

| Platz                      | Name              | MP   | Pkte. | Aufn. | GD    | BED   | HS |
| -------------------------- | ----------------- | ---- | ----- | ----- | ----- | ----- | -- |
| 1                          | Raymund Swertz    | 10:0 | 750   | 26    | 28,84 | 50,00 |    |
| 2                          | Pavel Böhm        | 6:4  | 534   | 25    | 21,36 | 50,00 |    |
| 3                          | Christoph Hilger  | 4:2  | 441   | 22    | 20,04 | 30,00 |    |
| 4                          | Demi Pattiruhu    | 4:4  | 474   | 40    | 11,85 | 12,50 |    |
| 5                          | Andy de Bondt     | 4:4  | 279   | 36    | 7,75  | 8,86  |    |
| 6                          | Kevin Antoine     | 2:4  | 181   | 33    | 5,48  | 7,20  |    |
| 7                          | Michael Voegtlin  | 0:6  | 93    | 25    | 3,72  | –     |    |
| 8                          | Raffael Scanferla | 0:6  | 54    | 37    | 1,45  | –     |    |
| Turnierdurchschnitt: 11,50 |                   |      |       |       |       |       |    |